# Tour de Lombardie 1955
La 49e édition du Tour de Lombardie a eu lieu le 23 octobre 1955. Le parcours s'est déroulé entre Milan et Milan sur une distance de 222 kilomètres. La course a été remportée par le coureur italien Cleto Maule.

## Classement final
| Place | Coureur         | Équipe         | Temps           |
| ----- | --------------- | -------------- | --------------- |
| 1     | Cleto Maule     | Torpado-Ursus  | 5 h 44 min 27 s |
| 2     | Fred De Bruyne  | Mercier-BP     | m.t.            |
| 3     | Angelo Conterno | Torpado-Ursus  | m.t.            |
| 4     | Antonio Uliana  | Leo-Chlorodont | m.t.            |
| 5     | René Privat     | Mercier-BP     | m.t.            |
| 6     | Franco Aureggi  | Legnano        | m.t.            |
| 7     | Remo Bartalini  | Frejus         | m.t.            |
| 8     | Danilo Barozzi  | Atala-Pirelli  | m.t.            |
| 9     | Walter Serena   | Leo-Chlorodont | m.t.            |
| 10    | Marcel Janssens | Elvé-Peugeot   | à 24 s          |